# Artavasdes Camsaracà
Artavasdes Camsaracà (en armeni Արտավազդ Կամսարական) fou un membre de la família dels Camsaracans i, segons certes hipòtesis, un príncep d'Armènia de 726 a 732.

## Biografia
És conegut per una inscripció situada en el poble de Nakchavan : « aquí descansa entre els seus pares el benaventurat senyor Artavasdes Camsaracà, ex-cònsol, patrici i príncep de Armènia, fill de Fraates, patrici, senyor del Širak i del Aršarunik, espòs de Susanna Mamicònia». Agafant com a suport la Vida de Vahan del monjo Artavazd, Christian Settipani segueix el parer de Jean-Michel Thierry i de Timothy Greenwood que identifiquen Susanna Mamicònia a una vídua homònima, princesa de Širak, que hagué d'abandonar Armènia l'any 735 a causa de l'amenaça àrab.
La dificultat és que Artavasdes Camsaracà no figura pas en les llistes comunament admeses dels prínceps d'Armènia. Però aquestes llistes contenen una llacuna entre 726 i 732 doncs es basen en la Història universal de Asoghik que explica: "Després de Simbaci Bagratuní o Simbaci VI Bagratuní, el govern d'Armènia va passar entre les mans d'Asoci el Bagràtida, fill de Vassag, que el va conservar quinze anys. Fou privat de la vista pels Mamiconis, gelosos de la seva autoritat, sota el regne de Marwan, emir- alumenin». Però uns altres textos han permès de datar el final del principat de Simbaci Bagratuní el 726 i el del començament del principat d'Asoci Bagratuní el 732. A partir d'aquestes dades, diverses explicacions han estat proposades :
- George Ter-Gevondian, l'autor de la llista dels prínceps d' Armènia, suggereix que Asoci Bagratuní va ser príncep de manera oficiosa entre 726 i 732.[3]
- Christian Settipani pensa que Artavasdes Camsaracà va ser príncep d'Armènia entre aquestes dues dates, hipòtesi coherent amb el fet que la seva esposa sigui vídua l'any 732. Explica la seva absència del relat d'Asoghik considerant que aquest últim era el reflex d'una tradició posant en valor els Bagratuní i en retreu els seus enemics, els Mamiconis i els Camsaracans.[3]
- Proposa igualment una altra hipòtesi segons la qual hi va poder haver entre 726 i 732 dos pretendents al principat, Artavasdes Camsaracà i Asoci Bagratuní.[3]

No obstant això el principat d'Artavasdes Camsaracà no és pas admès per tots. Cyrille Toumanoff el menciona en la genealogia dels Camsaracans sense precisar aquest títol de príncep d'Armènia, i no l'esmenta pas en la seva llista de prínceps, encara que deixa buit la llacuna entre 726 i 732.
El 730, els khàzars efectuaren un dels seus nombrosos raids contra Armènia i destrossaren la província de Phaïtakaran. Els armenis i els àrabs van prendre les armes i els van rebutjar amb èxits, tot i que Djarrah, governador àrab d'Armènia, va resultar mort en el curs de l'enfrontament.

## Família
La inscripció que el menciona el fa fill de Fraates Camsaracà, senyor de Širak i de l'Arxarunik, i casat amb Susanna Mamicònia.
Per Settipani, Fraates és fill de Narses Camsaracà, príncep d'Armènia, i de Susana Camsaracana. Del seu costat, Toumanoff considera Fraates com un fils d'un Narses Camsaracà i de Suzanne, aquest Narses seria fill del príncep d'Armènia homònim.
Els dos autors concedeixen a dir que Susanna Mamicònia és una filla de Fraates Mamiconi i la germana de David Mamiconi i dels prínceps Gregori II Mamiconi i Musel Mamiconi . Concedeixen ambdós igualment a dir que d'aquest matrimoni va néixer el darrer membre important de la família, Narses Camsaracà, mor al curs de l'hivern del 785.
Existeix un contemporani d'Artavasdes Camsaracà, encara que sigui difícil de datar-ho amb precisió. Es tracta de Hamazasp Kamasarakan Pahlavuni, ancestre de la família Pahlavuni. Chritian Settipani, fins i tot si la seva historicitat no és segura, el considera com un fill d'Artavazd, mentre que Cyrille Toumanoff hi veu un germà d'Artavazd.